# Требендорф
Требендорф (нім. Trebendorf) — громада в Німеччині, розташована в землі Саксонія. Входить до складу району Герліц. Складова частина об'єднання громад Шляйфе.
Площа — 31,95 км2. Населення становить 831 ос. (станом на 31 грудня 2020).